# Свисвејл (Пенсилванија)
Свисвејл (енгл. Swissvale) град је у америчкој савезној држави Пенсилванија.

## Демографија
По попису из 2010. године број становника је 8.983, што је 670 (-6,9%) становника мање него 2000. године.
| Група             | 2000.         | 2010.         |
| Белци             | 7.137 (73,9%) | 5.220 (58,1%) |
| Афроамериканци    | 2.137 (22,1%) | 3.148 (35,0%) |
| Азијати           | 88 (0,9%)     | 149 (1,7%)    |
| Хиспаноамериканци | 102 (1,1%)    | 200 (2,2%)    |
| Укупно            | 9.653         | 8.983         |